# Danutė Domikaitytė
Danutė Domikaitytė (15 de febrero de 1995) es una deportista lituana que compite en lucha libre. Ganó una medalla de bronce en el Campeonato Europeo de Lucha de 2020, en la categoría de 68 kg.

## Palmarés internacional
| Campeonato Europeo | Campeonato Europeo | Campeonato Europeo | Campeonato Europeo |
| Año                | Lugar              | Medalla            | Categoría          |
| ------------------ | ------------------ | ------------------ | ------------------ |
| 2020               | Roma (Italia)      | Medalla de bronce  | 68 kg              |